# Salado de Porcuna
El Salado de Porcuna es un río o arroyo del sur de España perteneciente a la cuenca hidrográfica del Guadalquivir, que discurre en su totalidad por las provincias de Jaén y Córdoba.

## Curso
El Salado de Porcuna nace en el término municipal de Los Villares y discurre por la comarca de la Campiña de Jaén con un recorrido en dirección norte-sur a lo largo de unos 25 km hasta su desembocadura en el río Guadalquivir junto a la localidad cordobesa de Villa del Río, pasando por debajo del puente romano de Villa del Río. 
Son afluentes del Salado de Porcuna el arroyo Saladillo, el arroyo Olivares y el arroyo Tazonar.

## Desbordamientos
El Salado de Porcuna, junto con los vecinos Salado de Arjona y arroyo de Ibros, ha sido catalogado como zona con riesgo de inundación tras un estudio de la dinámica de las inundaciones acaecidas en los años hidrológicos 2009-10, 2012-13 y 2016-17.